# Hanfmuß

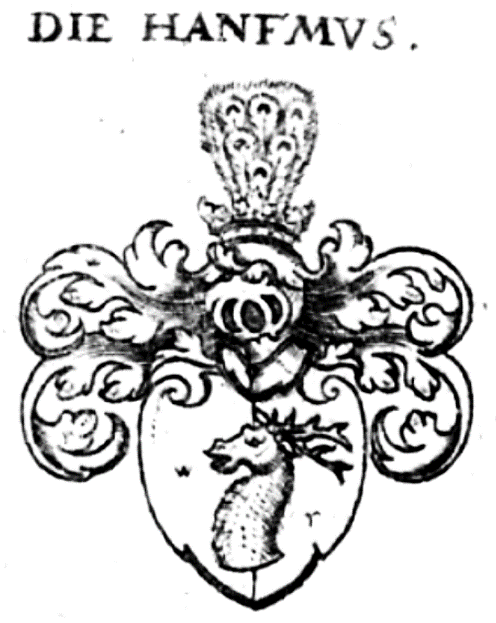
Wappen derer von Hanfmuß bei Siebmacher

Hanfmuß, zeitgenössisch aufgrund der Konsonantendopplung meist Hanffmuß, war ein obersächsisches Adelsgeschlecht aus der Markgrafschaft Meißen, das im 18. Jahrhundert ausgestorben ist.

## Geschichte
Der Domvikar Siegfried Hanfmuß in Meißen ist der erste urkundlich nachweisbare Vertreter dieser Familie, der 1369 genannt wird.
Hans Hanfnuß [= Hanfmuß] tritt in einer Urkunde Heinrichs von Gera, Herr von Lobenstein, im Jahre 1445 in Erscheinung. Seine beiden Söhne Georg und Nicol Hansfmuß kauften 1461 vom Kloster Petersberg das wüste Dorf Göritzberg. Georg und Nicol Hanfmuß kommen auch 1517 vor.
Ein Georg Hanfmuß saß 1526 auf Serba und ein Nicol Hanfmuß 1521 und 1539 auf Etzdorf und Rauda bei Eisenberg in Thüringen.
Als Mundschenk des Kurfürsten Georg von Sachsen war Georg Hanfmuß 1530 auf dem Reichstag in Augsburg. 
Im Jahre 1575 starb Christoph Hanfmuß, Sohn des Nickels von Hanfmuß auf Etzdorf, durch eine Verwundung, die ihn Rudolph von Kayn in einem Tumult auf dem Gebiet der Stadt Eisenberg zugefügt hatte.
1580 saßen die von Hanfmuß auf Kleinaga und Etzdorf bei Gera. 
Von 1648 bis 1685 war das Kleine Vorwerk Draschwitz im Besitz der Familie.
Im ausgehenden 17. Jahrhundert befand sich auch das Rittergut Wernsdorf und die beiden Lehngüter in Unternessa im Besitz der Familie. Hans Siegmund von Hanfmuß besaß bis 1715 diese Güter. Er war neben Nicol einer der beiden Söhne von Wilhelm von Hanfmuß und da sein Sohn Friedrich Siegmund im Kindesalter starb, erlosch dieser Familienzweig. 
Nicol von Hanfmuß hatte die beiden Söhne Ernst (gestorben vor 1728) und Friedrich von Hanfmuß. Letzterer lebte 1728 in Bitterfeld und mit ihm starb um die Mitte des 18. Jahrhunderts dieses Adelsgeschlecht im Mannesstamm aus.

## Denkmale
An der evangelischen Kirche St. Trinitatis in Kistritz im Burgenlandkreis befindet sich als Trittstufe der Rest einer Grabplatte aus Sandstein für Heinrich Hanfmuß mit Resten einer Inschrift, die auf die zweite Hälfte des 16. Jahrhunderts datiert wird.
1958 kam aus Thallwitz bei Wurzen ein Taufstein in die Klosterkirche nach Pirna. Er zeigt auf der einen Seite das Wappen des Erbauers von Canitz, auf der anderen Seite das Wappen derer von Hanfmus.

## Wappen
Blasonierung: Von Silber und Rot gespalten, davor ein natürlicher Hirschkopf. Auf dem gekrönten Helm ein Busch aus Pfauenfedern. Die Helmdecken sind rot-silbern.